# Terapia radiometabolica del carcinoma tiroideo differenziato
La terapia radiometabolica è una procedura spesso utilizzata nel trattamento dei Carcinomi tiroidei differenziati (cioè in grado di accumulare al loro interno il radioiodio, che siano sia ad istotipo papillare sia follicolare). Si esegue somministrando al paziente, successivamente al trattamento chirurgico ed in regime di ricovero protetto all'interno di un reparto di medicina nucleare, il radioiodio stesso (per la precisione, l'isotopo 131 dello iodio). Questa sostanza, comportandosi esattamente come lo iodio stabile normalmente assunto con la dieta dal paziente, si accumula solo nel tessuto tiroideo residuo e nelle eventuali metastasi linfonodali e a distanza, permettendone la distruzione selettiva mediante il rilascio in loco di un'alta dose di radiazioni.
L'emissione di particelle beta meno del radioiodio infatti intacca in maniera minima i tessuti sani, in quanto queste particelle presentano un tragitto nel corpo del paziente di massimo pochi millimetri dal punto di emissione.
La distruzione del tessuto tiroideo residuo all'intervento chirurgico, oltre a ridurre il rischio di recidive locali, permette di utilizzare nel follow up la tireoglobulina come un affidabile marker per valutare la presenza di eventuali recidive o progressioni (essendo una proteina prodotta solo dalla tiroide e dalle cellule tumorali che da questa derivano, se questa riappare dopo l'ablazione completa del tessuto tiroideo sano è indice certo di recidiva di malattia).
L'emissione gamma del radioisotopo consente anche di valutare sia la risposta al trattamento sia la recidiva di malattia mediante scintigrafia (approccio teranostico), permettendo di rilevare/trattare anche lesioni metastatiche sfuggite alle altre tecniche di imaging.
La sopravvivenza dei pazienti trattati anche a 10 anni dalla diagnosi è vicina al 90%. La malattia può comunque divenire resistente in seguito alla perdita della capacità di estrarre il radioiodio da parte delle cellule tumorali. Nel sospetto di sdifferenziazione della neoplasia (con perdita di capacità di captare il radioiodio) è utile la PET con FDG (la captazione dell'FDG appare in concomitanza alla perdita della capacità di captare lo iodio). La scintigrafia con sestaMIBI è invece utile per valutare la variante oncocitica.
Il trattamento è controindicato nelle donne in gravidanza. L'allattamento deve essere interrotto.
Controindicazione relativa al trattamento si ha in caso di elevata irradiazione di alcuni organi o apparati in caso di:
- depressione midollare
- deficit respiratori di tipo restrittivo
- deficit di funzione delle ghiandole salivari
- presenza di segni o danni neurologici da sospette metastasi cerebrali in grado di complicarsi con edema e dare compressione sul parenchima cerebrale[1].

## Ablazione del residuo tiroideo
È dimostrato che distruggere completamente con il radioiodio il tessuto tiroideo residuo dopo l'intervento chirurgico riduce in modo significativo sia la possibilità di recidiva sia la mortalità dei pazienti. Esistono diverse scuole di pensiero su chi destinare al trattamento e chi no. In Europa si preferisce trattate tutti i tumori con istotipo follicolare e anche tutti quelli papillari di stadio oltre il pT1a.
Nel determinare il successo del trattamento è necessario che il livello sierico di TSH sia pari almeno a 30 μUI/l in modo che il radioiodio riesca ad accumularsi nelle cellule neoplastiche (che hanno una capacità di captare lo iodio molto inferiore rispetto alla tiroide normale).
Per raggiungere quest'obiettivo il metodo più vecchio consiste nell'interrompere la somministrazione di ormone tiroideo sostitutivo (tiroxina) ai pazienti (che, dopo l'intervento chirurgico di tiroidectomia totale, permangono quindi in uno stato di ipotiroidismo che provoca il rialzo del TSH). Tale periodo di sospensione di solito deve essere di circa un mese e dà al paziente ovvi effetti collaterali dovuti alla carenza in circolo di ormoni tiroidei, che fra l'altro costituisce controindicazione in alcuni pazienti, specie con patologie cardiache o psichiatriche; per tal motivo ormai è disponibile il TSH direttamente somministrabile al paziente ottenuto con la tecnica del DNA ricombinante. Questo ha il vantaggio di non dare i suddetti effetti collaterali e di solito si somministra per 2 giorni consecutivi prima del radioiodio. In generale l'ablazione è eseguita un mese dopo l'intervento.
Il paziente prima e dopo la somministrazione del radioiodio non deve assumere alimenti o farmaci contenenti iodio; in particolare: multivitaminici, pesce, sale iodato, disinfettanti, mezzi di contrasto radiologici, amiodarone, tinture per capelli. Eseguire una ioduria (misura del quantitativo di iodio nelle urine) è fondamentale pe escludere un eccesso di iodio nell'organismo.
Per stimare la quantità di tessuto tiroideo da trattare è possibile, un mese prima del trattamento, somministrare una piccola dose di radioiodio al paziente ed effettuare una misura della radioattività in loggia tiroidea. Alternativamente si può eseguire una scintigrafia tiroidea con dosi un po' più alte, ma trattando subito dopo il paziente in modo da evitare l'effetto stunning dato dalle radiazioni emesse dalla dose-traccia che può diminuire anche del 50% la captazione della dose terapeutica. Altra alternativa consiste nel fare la scintigrafia con iodio-123 anziché con l'isotopo 131 (che, non emettendo particelle beta, non dà stunning)
La durata del ricovero è di solito di circa 3 giorni. Dopo la dimissione il paziente è comunque tenuto a rispettare alcune regole onde evitare di irradiare eccessivamente i familiari o chiunque gli stia vicino (in particolare bambini e donne in gravidanza).
L'attività da somministrate al paziente, a seconda dei centri, può essere definita da soglie fisse oppure ottimizzata mediante studio dosimetrico. In generale comunque è sempre l'esperienza del medico nucleare a guidare la scelta. L'attività somministrata mediante dose fissa può essere bassa (1,1-2 GBq), oppure elevata (3-4,5 GBq) a seconda del giudizio clinico. La dose scelta mediante metodo dosimetrico invece è più variabile in funzione del bersaglio da trattare (da 0,9 a 9 GBq).
La somministrazione di norma si fa per via orale mediante capsula. Nei pazienti non in grado di deglutire le capsule, si può somministrare il radioiodio in forma di soluzione liquida (se possibile questa forma farmaceutica viene evitata per evitare di irradiare troppo il personale del reparto) o anche per via endovenosa (ad esempio nel caso il paziente vomiti).
Successivamente alla somministrazione si provvede ad idratare molto il paziente ed a farlo urinare spesso in modo da evitare la stasi del radioiodio non legato al bersaglio in vescica (così facendo si evita la cistite da raggi). Anche dare da bere al paziente del succo di limone (o dare delle caramelle al limone) è utile per incrementare la salivazione ed evitare una scialoadenite.
A 96 ore e a 7-10 giorni dal trattamento sono poi eseguite delle scintigrafie per monitorarne l'azione, evidenziare il tessuto tiroideo residio ed eventuali metastasi sconosciute. Se l'attività somministrata è stata oltre i 7,4 GBq, per almeno 6-10 settimane dopo la terapia si eseguono dei controlli della crasi ematica.

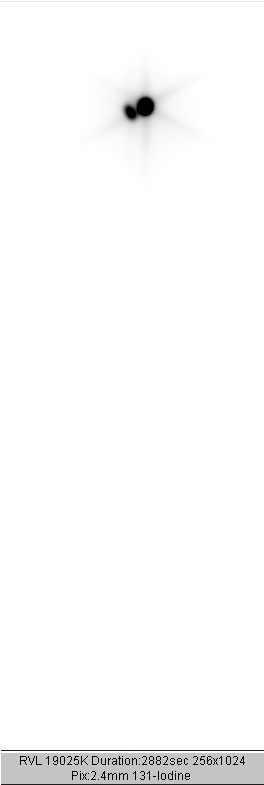
Scintigrafia total body con iodio-131 dopo la prima somministrazione di radioiodio

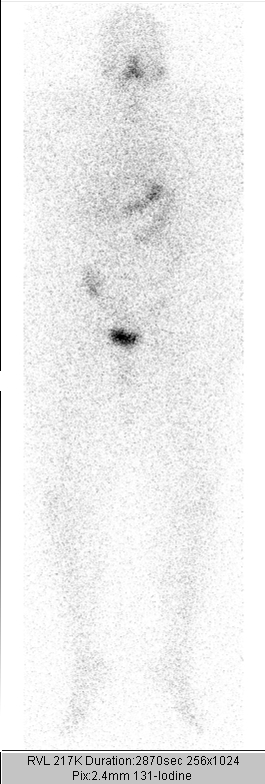
lo stesso paziente della figura a sinistra seguito nel tempo non mostra più captazione del radioiodio a carico del residuo tiroideo

## Trattamento delle recidive locali e delle metastasi a distanza
Le recidive locali di malattia possono essere trattate col radioiodio (preferibilmente dopo asportazione chirurgica se sopra il centimetro), così come le metastasi polmonari (anche estese). La recidiva può essere sospettata tramite l'ecografia o il dosaggio della tireoglobulina. Nei casi sospetti è bene procedere ad una scintigrafia pre-terapia. Se il residuo è esteso si può avere dopo il trattamento una tiroidite post-attinica (in tali casi si può somministrare cortisone o radicalizzare maggiormente con la chirurgia). Nei pazienti asintomatici si può anche aspettare una maggiore progressione della malattia prima di intervenire (protocollo watch and wait).
Le lesioni polmonari metastatiche che rispondono meglio al trattamento sono quelle a distribuzione diffusa (miliare) rispetto a quelle macronodulari. Nel trattamento delle lesioni polmonari è comunque necessaria cautela nella definizione della dose da somministrare onde evitare di irradiare troppo il parenchima e portare così alla fibrosi polmonare (su lesioni singole è possibile a volte utilizzare prima l'approccio chirurgico).
Il primo approccio terapeutico alle metastasi ossee singole è generalmente chirurgico, se questo non è sufficiente o le lesioni sono multiple è possibile utilizzare la terapia radiometabolica.
Particolare attenzione va rivolta ai pazienti con metastasi cerebrali (rischio di edema cerebrale dato dall'infiammazione conseguente al trattamento, in questi pazienti la somministrazione di TSH ricombinante è controindicata) e a quelli con lesioni vertebrali a rischio di frattura (pretrattatare in questo caso con cortisone) o in generale con metastasi a distanza vicino a strutture critiche.  In questi soggetti il TSH ricombinante può anche provocare rapida crescita delle metastasi, emorragia o infiammazione delle stesse.
La dose da somministrare è stabilita spesso empiricamente e particolare attenzione va posta a non irradiare troppo il polmone ed il midollo osseo. La dose massima al midollo non deve essere oltre i 2 Gy, mentre la ritenzione del radioiodio a livello polmonare non deve superare i 3 GBq (in caso di lesioni polmonari è bene fare una dosimetria).
Negli ultimi anni si sono rese disponibili terapie sistemiche basate sull’impiego di inibitori dei recettori tirosin chinasici (es. lenvatinib, sorafenib, cabozantinib) inibitori del proto-oncogene RET (selpercatinib e pralsetinib) e inibitori di TRK (larotrectinib ed entrectinib), ampliando il panorama delle opzioni terapeutiche efficaci..

## Effetti collaterali
Sono in genere modesti e controllabili. Dolenzia nella regione cervicale, scialoadenite, perdita temporanea del gusto e dell'olfatto, sindrome acuta da raggi (della durata di pochi giorni), nausea e vomito (controllabili usando dei farmaci gastroprotettori e dei lassativi) sono comuni. È rara la cistite attinica (prevenibile idratando bene il paziente e facendolo urinare di frequente). Tardivamente può verificarsi riduzione della funzionalità del midollo emopoietico (specie se sono state date alte dosi di radiazioni al midollo). Rare forme tumorali secernenti ormoni tiroidei possono dare una crisi tireotossica transitoria per distruzione in massa delle cellule tumorali e liberazione degli ormoni ivi contenuti in circolo. Nelle donne può anche manifestarsi più precocemente la menopausa.
Il rischio di seconde neoplasie (leucemie e tumori solidi) è considerato di modesta entità, molto inferiore a quello dato da altri approcci terapeutici come chemioterapia e radioterapia convenzionale.

## Imaging scintigrafico post-trattamento
Queste immagini sono acquisite 5-10 giorni dopo la somministrazione del radioiodio e consentono di visualizzare dove il radiofarmaco si sta concentrando e sta agendo (permettendo anche di rilevare in questo modo localizzazioni sconosciute di malattia). La fissazione a livello dei residui tiroidei (che spesso permangono anche dopo accurato intervento chirurgico) è comune al primo trattamento.
L'acquisizione è effettuata mediante una gamma camera, usando collimatori per le alte energie e cristalli spessi almeno un quarto di pollice. Sono di norma acquisite immagini total body planari, dalla testa ai piedi. Possono essere effettuate anche ulteriori acquisizioni mirate a precisi segmenti corporei o SPECT (meglio se con una SPECT/CT).
È possibile ripetere la scintigrafia a 6-12 mesi di distanza dal trattamento nei pazienti ad alto rischio somministrando una dose "diagnostica" di iodio-131 (circa 185MBq per evitare l'effetto stunning) ed acquisendo le immagini a 48 e 72 ore di distanza. Anche in questo caso sarà necessario far innalzare i livelli di TSH con le tecniche descritte sopra prima di eseguire l'esame. Utilizzando lo iodio-123 è possibile effettuare studi dosimetrici accurati, acquisendo le immagini dopo 24 ore, senza rischio di stunning (di solito però ciò non viene fatto per via della scarsa disponibilità di questo radiofarmaco).
Fisiologica concentrazione del radioiodio si può osservare a livello delle ghiandole salivari, dell'apparato urinario, ed a livello del fegato (dove sono metabolizzati gli ormoni tiroidei radiomarcati prodotti dall'organismo stesso usando il radioiodio. Le metastasi epatiche di solito si rilevano come aree focali ipercaptanti). Concentrazione del radiofarmaco si può osservare anche a livello esofago-gastrico (ove lo iodio è escreto fisiologicamente. Far bera acqua al paziente spesso rimuove questi accumuli).
Lo iodio tende inoltre ad accumularsi in tutte le sedi flogistiche (compreso l'Esofago di Barrett), nelle ectopie tiroidee, nel Diverticolo di Meckel, in sede mammaria, a livello delle neoplasie polmonari e del meningioma papillare.